# يوجين ساندو
يوجين ساندو (بالإنجليزية: Eugen Sandow) ألماني (من بروسيا) (2 إبريل 1867 - 14 أكتوبر 1925). يعتبر الأب المؤسس لرياضة بناء الأجسام في القرن العشرين.
عرف عنه أنه كان يستعرض عضلات جسمه في المهرجانات وأمام الجمهور، وقد أُنتج فيلم موسيقي حاز على الأوسكار يروي تاريخ هذا الرجل في سنة 1936 وعنوانه (زيجفيلد العظيم) وقد لعب دور ساندو فيه الممثل نات بندلتون (Nat Pendleton).
وقد نظم يوجين ساندو في سنة 1901 في لندن مسابقة لعرض العضلات نالت استحساناً كبيراً ورواجاً هائلاً وقد شارك هو نفسه في تحكيم ذلك الاستعراض.

## روابط خارجية
- يوجين ساندو على موقع IMDb (الإنجليزية)
- يوجين ساندو على موقع الموسوعة البريطانية (الإنجليزية)
- يوجين ساندو على موقع قاعدة بيانات الفيلم (الإنجليزية)